# بخش ناغان
بخش ناغان، یکی از بخش‌های شهرستان کیار در استان چهارمحال و بختیاری ایران است. مرکز این بخش شهر ناغان است.
مردم این بخش از لرهای بختیاری هستند و به زبان لری بختیاری سخن می گویند.

## مناطق گردشگری
در دهستان مشایخ، منطقه حفاظت شده هلن و منطقه حفاظت شده سبزکوه قرار دارد. روستاهای گردشگری دوپلان، پوراز، دورک شاپوری (اناری)، برنجگان، آبشار دره عشق و روستای چارطاق (کیار) از روستاهای گردشگری این منطقه هستند.

## تقسیمات کشوری
- بخش ناغان
  - دهستان ناغان
  - دهستان مشایخ

شهر: ناغان
بخش ناغان در سال ۱۳۸۶ از پیوستن دهستان ناغان شهرستان اردل و دهستان مشایخ شهرستان اردل تشکیل یافت.
هم‌اکنون، این بخش شامل دو دهستان ناغان و دهستان مشایخ است.

## جمعیت
بنابر سرشماری مرکز آمار ایران در سال ۱۳۸۵، جمعیت دهستان ناغان برابر با ۶۵۳۲ نفر و جمعیت دهستان مشایخ ۱۳۶۷۳ نفر بوده‌است.